# Lindia deridderae
Lindia deridderae is een raderdiertjessoort uit de familie Lindiidae. De wetenschappelijke naam van deze soort is voor het eerst geldig gepubliceerd in 1979 door Koste.